# Muscari macbeathianum
Muscari macbeathianum là một loài thực vật có hoa trong họ Măng tây. Loài này được Kit Tan mô tả khoa học đầu tiên năm 1988.